# Morvillers-Saint-Saturnin
Morvillers-Saint-Saturnin é uma comuna francesa na região administrativa de Altos da França, no departamento de Somme. Estende-se por uma área de 12,78 km². Em 2010 a comuna tinha 407 habitantes (densidade: 31,8 hab./km²).